# Ricardo Otxoa
Pour les articles homonymes, voir Otxoa et Palacios.
Ricardo Otxoa Palacios, né le 30 août 1974 à Barakaldo en Biscaye et mort le 15 février 2001 à Cártama, est coureur cycliste espagnol. Il est professionnel de 1996 à 2001.

## Biographie
Après avoir remporté le titre de champion d'Espagne dans la catégorie espoir, il passe professionnel dans la formation ONCE en 1996. En 2000, il rejoint l'équipe Kelme-Costa Blanca en compagnie de son frère jumeau, Javier.
Le 15 février 2001, alors qu'il s'entraine en compagnie de son frère, ils sont renversés par un automobiliste. Ricardo meurt sur le coup. Javier est plongé dans le coma durant un mois. Il remontera sur un vélo, participant notamment aux Jeux paralympiques d'Athènes, avec succès.
Depuis 2001, le Circuit de Getxo s'appelle aussi "Mémorial Hermanos Otxoa" en son honneur.

## Palmarès

### Par année
- 1995
  - Premio San Pedro
- 1999
  - 3e du Tour de Lleida
- 2000
  - 3e du GP Llodio

### Résultat sur le Tour d'Italie
1 participation 
- 2000 : 42e